# لاغي
لاغي (بالإيطالية: Laghi)‏ هي مدينة في مقاطعة فشنزة بمنطقة فنيتة، شمال إيطاليا.